# Грачаница (Пријепоље)
Грачаница је насеље у Србији у општини Пријепоље у Златиборском округу. Према попису из 2022. било је 169 становника.

## Демографија
У насељу Грачаница живи 150 пунолетних становника, а просечна старост становништва износи 35,1 година (35,7 код мушкараца и 34,7 код жена). У насељу има 45 домаћинстава, а просечан број чланова по домаћинству је 4,42.
Ово насеље је углавном насељено Бошњацима (према попису из 2002. године).
|  |

| Демографија | Демографија | Демографија |
| Година      | Становника  | Становника  |
| ----------- | ----------- | ----------- |
| 1948.       | 154         |             |
| 1953.       | 180         |             |
| 1961.       | 175         |             |
| 1971.       | 200         |             |
| 1981.       | 237         |             |
| 1991.       | 270         | 269         |
| 2002.       | 199         | 265         |

| Етнички састав према попису из 2002.‍ | Етнички састав према попису из 2002.‍ | Етнички састав према попису из 2002.‍ | Етнички састав према попису из 2002.‍ | Етнички састав према попису из 2002.‍ |
| ------------------------------------ | ------------------------------------ | ------------------------------------ | ------------------------------------ | ------------------------------------ |
|                                      |                                      |                                      |                                      |                                      |
| Бошњаци                              | Бошњаци                              |                                      | 172                                  | 86,43%                               |
| Срби                                 | Срби                                 |                                      | 26                                   | 13,06%                               |
| Муслимани                            | Муслимани                            |                                      | 1                                    | 0,50%                                |
| непознато                            | непознато                            |                                      | 0                                    | 0,0%                                 |

| Година пописа     | 1948. | 1953. | 1961. | 1971. | 1981. | 1991. | 2002. |
| ----------------- | ----- | ----- | ----- | ----- | ----- | ----- | ----- |
| Број домаћинстава | 24    | 28    | 28    | 26    | 40    | 64    | 45    |

| Број чланова      | 1 | 2 | 3 | 4 | 5 | 6 | 7 | 8 | 9 | 10 и више | Просек |
| ----------------- | - | - | - | - | - | - | - | - | - | --------- | ------ |
| Број домаћинстава | 3 | 8 | 4 | 8 | 8 | 8 | 3 | 2 | 0 | 1         | 4,42   |

| Пол    | Укупно | Неожењен/Неудата | Ожењен/Удата | Удовац/Удовица | Разведен/Разведена | Непознато |
| ------ | ------ | ---------------- | ------------ | -------------- | ------------------ | --------- |
| Мушки  | 75     | 29               | 41           | 4              | 0                  | 1         |
| Женски | 87     | 26               | 47           | 9              | 1                  | 4         |
| УКУПНО | 162    | 55               | 88           | 13             | 1                  | 5         |

| Пол    | Укупно                    | Пољопривреда, лов и шумарство | Рибарство                            | Вађење руде и камена | Прерађивачка индустрија       |
| ------ | ------------------------- | ----------------------------- | ------------------------------------ | -------------------- | ----------------------------- |
| Мушки  | 17                        | 2                             | 0                                    | 0                    | 3                             |
| Женски | 15                        | 3                             | 0                                    | 0                    | 10                            |
| УКУПНО | 32                        | 5                             | 0                                    | 0                    | 13                            |
| Пол    | Производња и снабдевање   | Грађевинарство                | Трговина                             | Хотели и ресторани   | Саобраћај, складиштење и везе |
| Мушки  | 0                         | 5                             | 0                                    | 0                    | 3                             |
| Женски | 0                         | 0                             | 1                                    | 0                    | 0                             |
| УКУПНО | 0                         | 5                             | 1                                    | 0                    | 3                             |
| Пол    | Финансијско посредовање   | Некретнине                    | Државна управа и одбрана             | Образовање           | Здравствени и социјални рад   |
| Мушки  | 0                         | 0                             | 0                                    | 1                    | 0                             |
| Женски | 0                         | 0                             | 0                                    | 1                    | 0                             |
| УКУПНО | 0                         | 0                             | 0                                    | 2                    | 0                             |
| Пол    | Остале услужне активности | Приватна домаћинства          | Екстериторијалне организације и тела | Непознато            | Непознато                     |
| Мушки  | 0                         | 0                             | 0                                    | 3                    | 3                             |
| Женски | 0                         | 0                             | 0                                    | 0                    | 0                             |
| УКУПНО | 0                         | 0                             | 0                                    | 3                    | 3                             |